# Eup
Eup is een gemeente in het Franse departement Haute-Garonne (regio Occitanie) en telt 146 inwoners (1999). De plaats maakt deel uit van het arrondissement Saint-Gaudens.

## Geografie
De oppervlakte van Eup bedraagt 2,2 km², de bevolkingsdichtheid is 66,4 inwoners per km².
De onderstaande kaart toont de ligging van Eup met de belangrijkste infrastructuur en aangrenzende gemeenten.

## Demografie
Onderstaande figuur toont het verloop van het inwonertal (bron: INSEE-tellingen).